# Цольферайн-кубус
Цольферайн-кубус (нем. Zollverein-Kubus, нем. SANAA-Gebäude, нем. Sanaa-Kubus) — здание школы менеджмента и дизайна Цольферайн, построенное в 2006 в Эссене, Германии. Расположено на территории объекта Всемирного Наследия ЮНЕСКО — Шахты Цольферайн.
Здание построено по проекту лауреатов Притцкеровской премии 2010 года Кадзуё Сэдзимы и Рюэ Нисидзавы (архитектурное бюро SANAA), которые в своих проектах большое внимание уделяют распространению естественного света по помещениям. Цольферайн-кубус представляет собой белый почти идеальный куб с рёбрами 35 метров у основания и высотой в 34 метра. Он поделён на пять этажей разной высоты. В его тонких стенах беспорядочно расположены проёмы четырёх разных размеров и форм. Чтобы не препятствовать распространению световых лучей, количество внутренних стен сокращено до минимума и каждый этаж имеет открытую планировку. Затраты на отопление невелики, поскольку здание обогревается грунтовыми водами температурой 28 °C, которые подаются по вмонтированным в стены пластмассовым трубам из расположенной рядом шахты с глубины 1 км.
В 2010 году в здании проходила выставка фотографий «Взгляды на Рур» (нем. «Ruhrblicke»), посвящённая Рурской области.

## Галерея

Световая инсталляция на кубе во время фестиваля культуры «Glück Auf 2010»
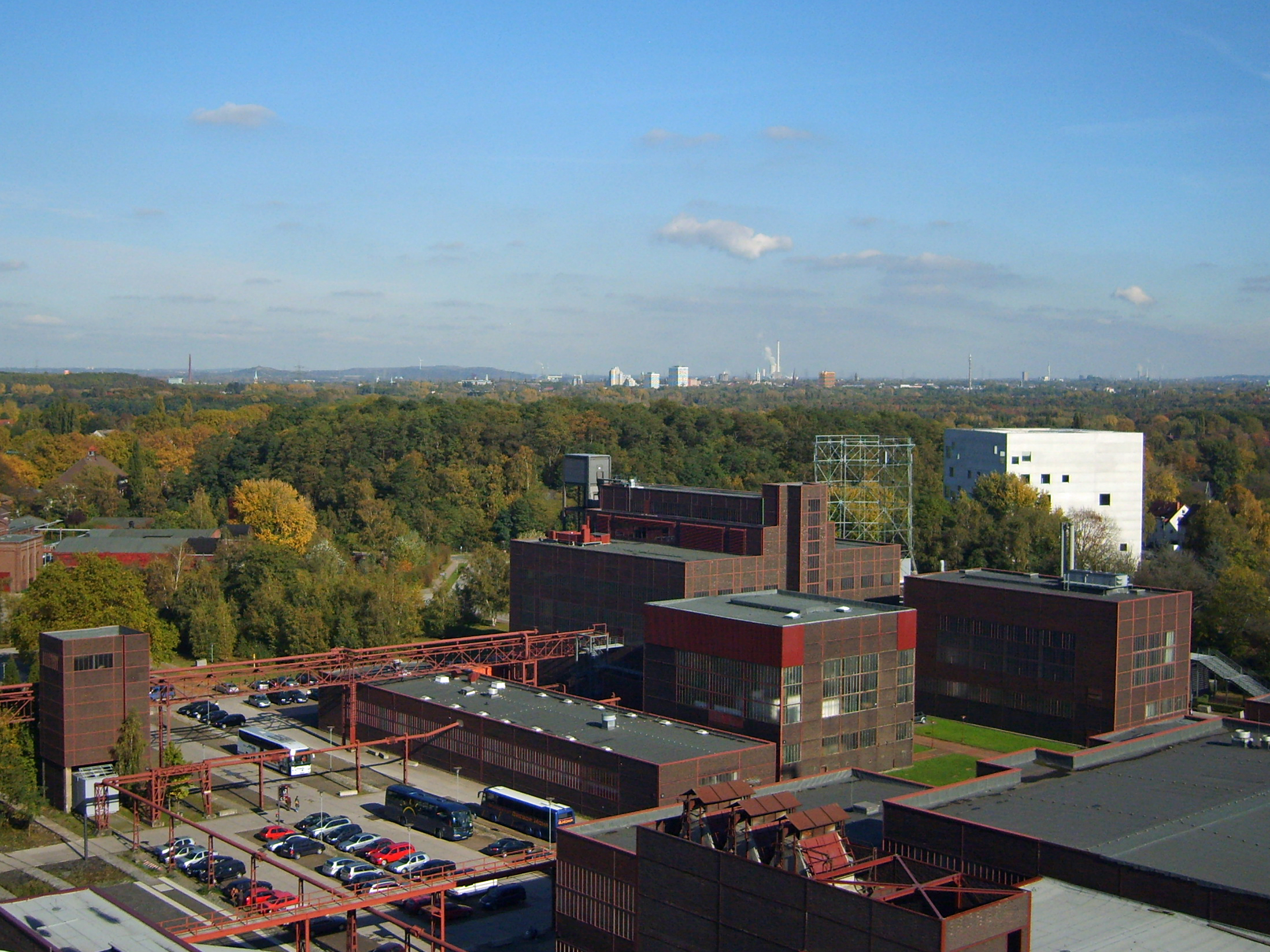
Музей дизайна Red Dot[нем.] рядом с Цольферайн-кубусом
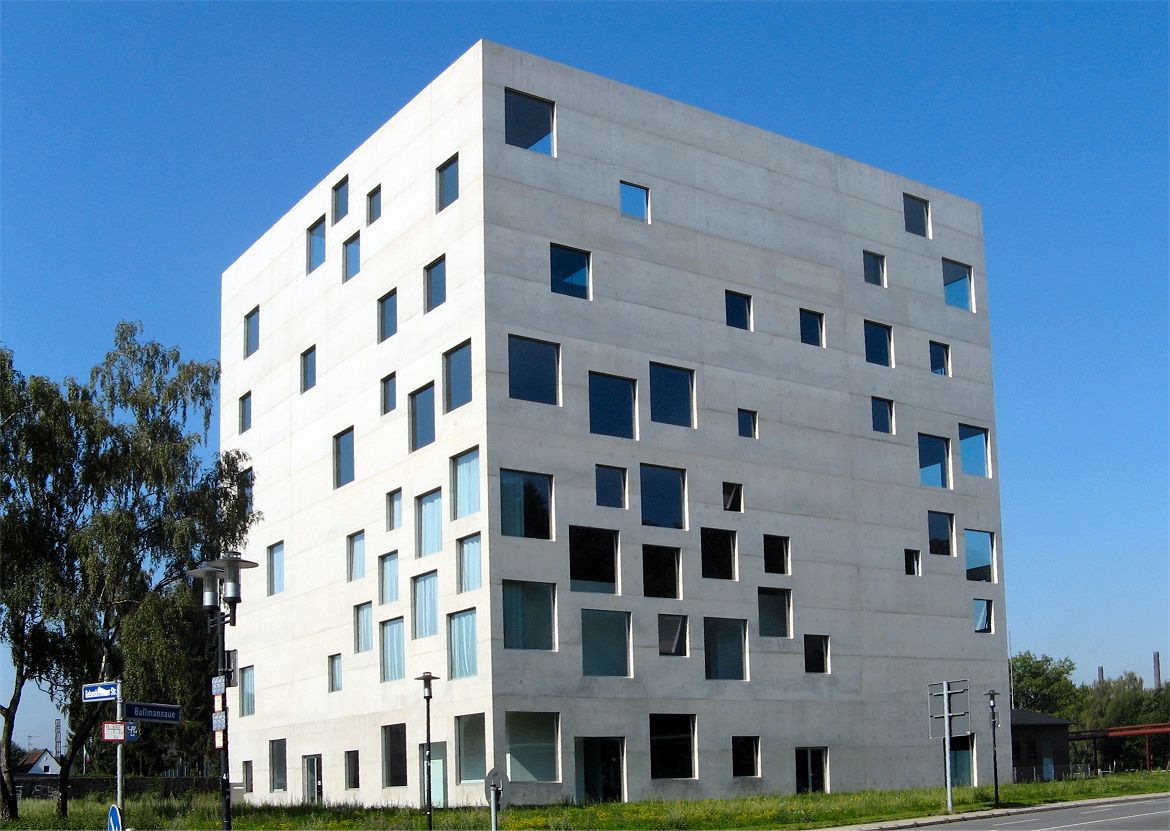
Куб со стороны дороги
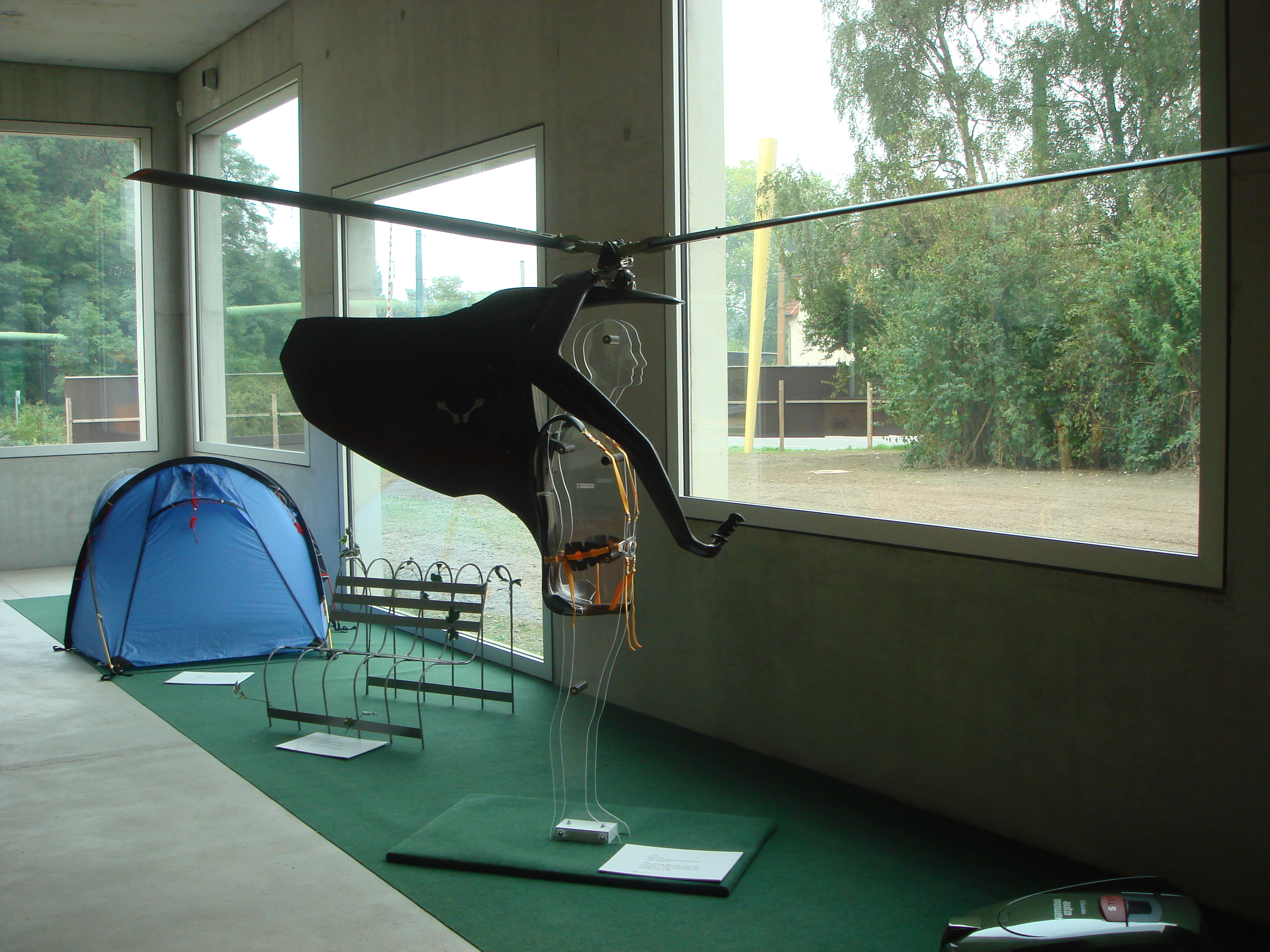
Первый этаж
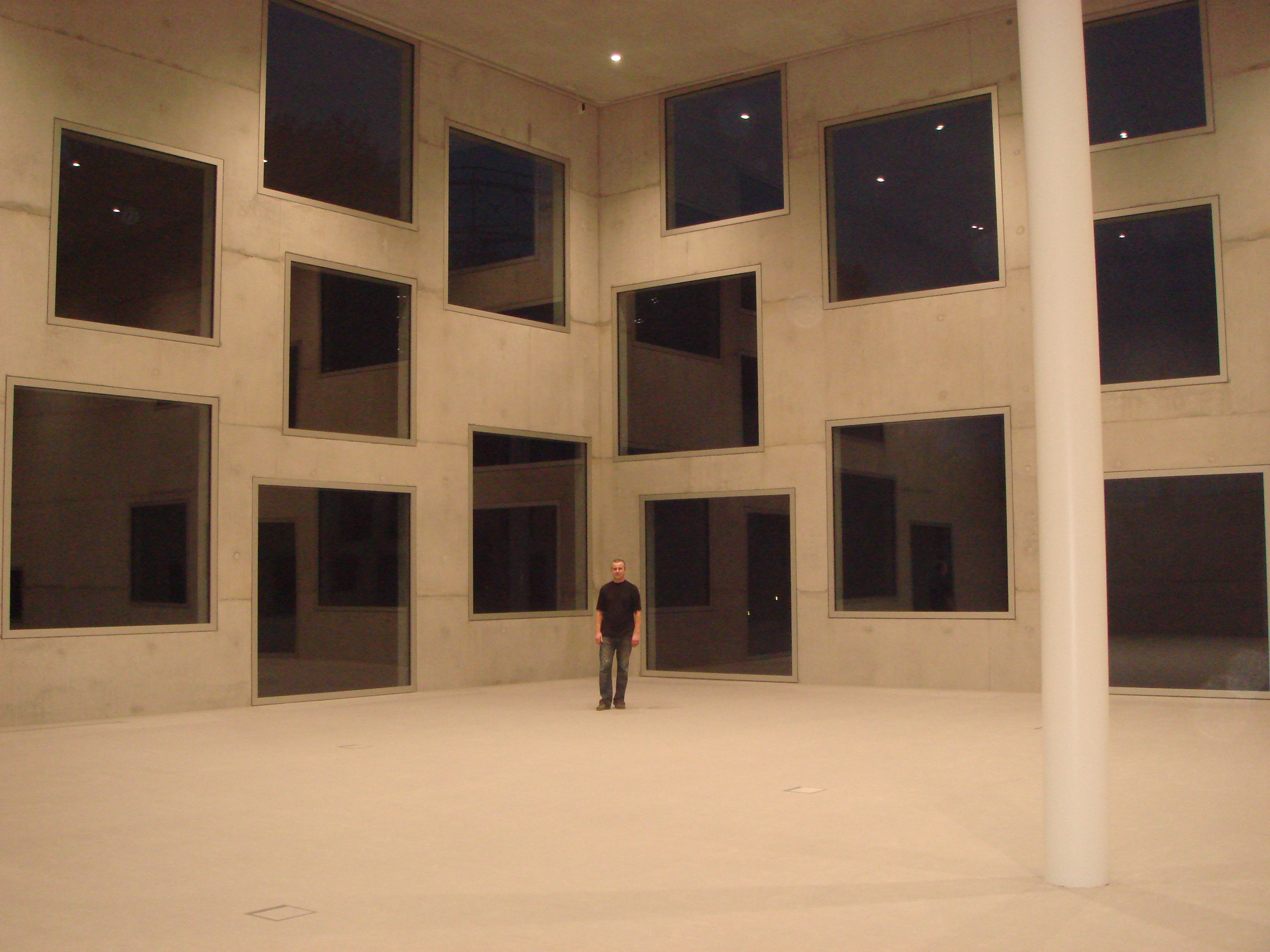
Второй этаж
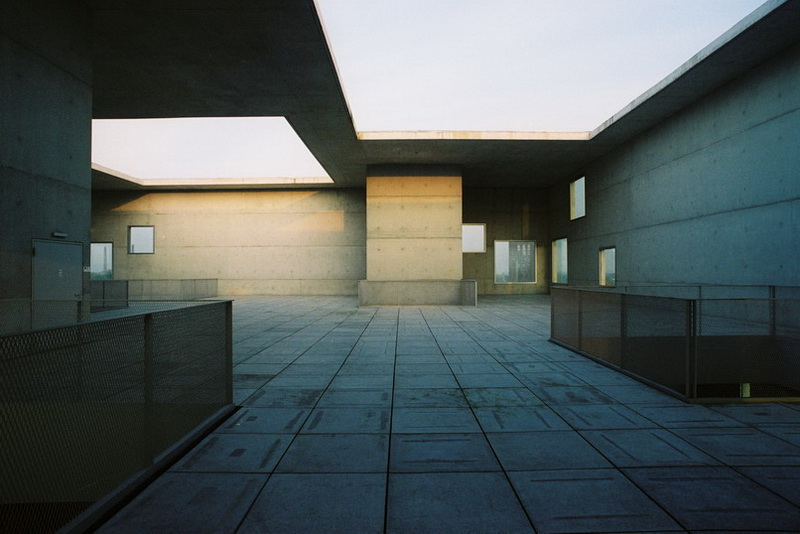
Пятый этаж